# Pterolophia pontianakensis
Pterolophia pontianakensis là một loài bọ cánh cứng trong họ Cerambycidae.